# Xinzo de Limia
Xinzo de Limia è un comune spagnolo di 9 519 abitanti situato nella comunità autonoma della Galizia.